# Achtmänner
Die Achtmänner waren ein Bestandteil der Stadtverwaltung u. a. in Hamburg, Stade und Stralsund. Dem Gremium aus acht Männern oblag die Beratung und Kontrolle des Stadtrats bei den Finanzen.

## Hamburg
Am 5. April 1563 entschied die Hamburger Bürgerschaft und der Senat, dass die Finanzen der Stadt von acht Bürgern, zwei aus jedem der damals vier Kirchspiele, verwaltet werden solle. Zuvor war dieses Amt von zwei Mitgliedern des Senats, den Kämmereiherren, ausgeführt worden. Die sogenannten Achtmänner wurden auf sechs Jahre gewählt und durften während dieser Amtszeit nicht in den Senat gewählt werden. Im Jahr 1667 kam noch hinzu, dass die Achtmänner auch nicht zu Oberalten oder sonstigen Ämtern berufen werden durften. Als im Jahr 1685 das fünfte Kirchspiel Sankt Michaelis dazu kam, und nun zehn Bürger das Amt verwalteten, verschwand die Bezeichnung der Achtmänner in Hamburg. Die deputierten Bürger wurden ab dann Kämmereibürger genannt.

## Stade
Nach dem Aufstand von 1604 entstand in Stade am 25. Januar 1606 die Institution der Achtmänner. In den vier Stadtvierteln wurden je zwei Achtmänner gewählt, die auch Mitglied im 48er-Ausschuss der Bürgerschaft waren. Sie berieten und kontrollierten den Rat der Stadt in Finanzfragen. 1711 hatte der Ausschuss der Achtmänner sich endgültig als Kontrollinstanz neben Bürgermeister und Rat durchgesetzt. Größere Käufe und Verkäufe von städtischen Vermögen mussten durch den Ausschuss genehmigt werden. Etwa ein Drittel der Achtmänner wurde später in den Rat gewählt. Die Achtmänner waren ehrenamtlich tätig und kamen ihrer Aufgabe bis zum Tod oder der Wahl in den Rat nach. Nach dem Ableben und Aufrücken eines Achtmannes schlugen die übrigen Mitglieder drei Kandidaten aus den restlichen 40 Mitglieder des 48er-Ausschuss vor. Einer von den Kandidaten wurde dann vom Rat ausgewählt. Da die meisten Achtmänner meist Laien in Rechtsfragen waren, konnten sie einen rechtskundigen Bürger als Bürgerworthalter wählen, der ebenfalls auf Lebenszeit gewählt wurde.
Die Einrichtung der Achtmänner fand am 24. Oktober 1824 durch die Einführung der neuen Magistratsverfassung ein Ende. Sie wurde abgelöst durch die Bürgerrepräsentanten und Bürgervorsteher. Die letzten sieben auf Lebzeiten ernannten Achtmänner wurden automatisch zu Bürgerrepräsentanten.

## Stralsund
Seit 1616 hatte die Bürgerschaft Mitbestimmungsrechte in der Stadtverwaltung von Stralsund. Der Rat selbst führte weiterhin die Verwaltung und repräsentierte die Stadt. Die Kontrolle der Finanzen oblag den Achtmännern, die sich in der Achtmannskammer trafen. Dabei stellten der Rat und das Hundertmänner-Kollegium je vier Vertreter, ersterer zwei Bürgermeister, einen Ratsherren und den Kämmerer, letzterer vier Bürger.